# Buchwałowo (Sokółka)
Buchwałowo (dawn. alt. Bufałowo) – peryferyjna część miasta i osiedle Sokółki w Polsce, w województwie podlaskim, w powiecie sokólskim. 
Rozpościera się w rejonie ulicy os. Buchwałowo, na północno-wschodnich rubieżach miasta. Od wschodu graniczy z Buchwałowem należącym do wsi Orłowicze.
Do 1971 roku była to część wsi Buchwało, którą 1 stycznia 1972 włączono do Sokółki.